# Passeri
Sous-ordre
Classification phylogénétique
- Tétrapodes
  - Amniotes
    - Sauropsides
      - Diapsides
        - Archosauriens
          - Oiseaux
            - Néognathes
              - Passeriformes

Les Passeri ou Oscines sont un sous-ordre d'oiseaux passeriformes (environ 4 000 espèces), chez lesquels l'organe vocal est développé au point de produire diverses notes sonores, communément appelées chant, d'où le nom d'oiseaux-chanteurs (en anglais songbirds). Ils représentent environ 4 500 espèces sur les 8 000 espèces d'oiseaux actuellement connues.

## Taxons de rang inférieur
Les Passeri regroupent de nombreuses familles :

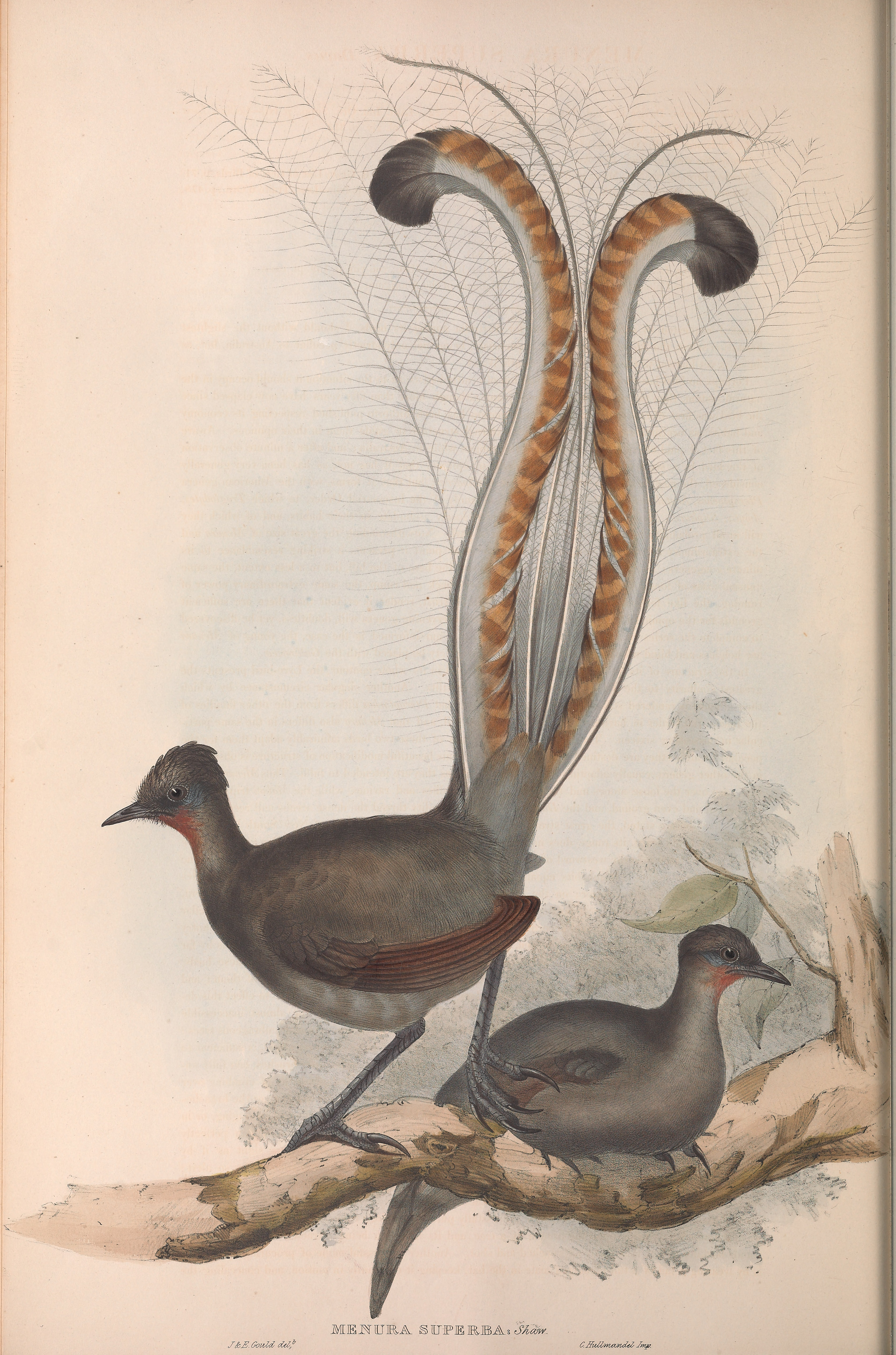
Ménure superbe (Menura novaehollandiae) peint par John Gould
d'après un spécimen du British Museum
(en réalité, la queue est différente).

- Menuridae (Corvida)
- Atrichornithidae (Corvida)
- Climacteridae (Corvida)
- Maluridae (Corvida)
- Meliphagidae (Corvida)
- Pardalotidae (Corvida)
- Petroicidae (Corvida)
- Orthonychidae (Corvida)
- Pomatostomidae (Corvida)
- Cinclosomatidae (Corvida)
- Neosittidae (Corvida)
- Pachycephalidae (Corvida)
- Dicruridae (Corvida)
- Campephagidae (Corvida)
- Oriolidae (Corvida)
- Artamidae (Corvida)
- Paradisaeidae (Corvida)
- Corvidae (Corvida)
- Corcoracidae (Corvida)
- Irenidae (Corvida)
- Laniidae (Corvida)
- Vireonidae (Corvida)
- Ptilonorhynchidae (Corvida)
- Turnagridae (Corvida)
- Alaudidae (Passerida)
- Chloropseidae (Passerida)
- Aegithinidae (Passerida)
- Picathartidae (Passerida)
- Bombycillidae (Passerida)
- Ptilogonatidae (Passerida)
- Cinclidae (Passerida)
- Motacillidae (Passerida)
- Prunellidae (Passerida)
- Melanocharitidae (Passerida)
- Paramythiidae (Passerida)
- Passeridae (Passerida)
- Estrildidae (Passerida)
- Parulidae (Passerida)
- Thraupidae (Passerida)
- Peucedramidae (Passerida)
- Fringillidae (Passerida)
- Drepanididae (Passerida)
- Emberizidae (Passerida)
- Nectariniidae (Passerida)
- Dicaeidae (Passerida)
- Mimidae (Passerida)
- Sittidae (Passerida)
- Certhiidae (Passerida)
- Troglodytidae (Passerida)
- Polioptilidae (Passerida)
- Paridae (Passerida)
- Aegithalidae (Passerida)
- Hirundinidae (Passerida)
- Regulidae (Passerida)
- Pycnonotidae (Passerida)
- Sylviidae (Passerida)
- Hypocoliidae (Passerida)
- Cisticolidae (Passerida)
- Zosteropidae (Passerida)
- Timaliidae (Passerida)
- Muscicapidae (Passerida)
- Turdidae (Passerida)
- Sturnidae (Passerida)
- Remizidae (Passerida)
- Panuridae (Passerida)